# Aloe whitcombei
Aloe whitcombei ist eine Pflanzenart der Gattung der Aloen in der Unterfamilie der Affodillgewächse (Asphodeloideae). Das Artepitheton whitcombei ehrt R. P. Whitcombe aus Salalah in Oman, der die ersten Pflanzen dieser Art sammelte.

## Beschreibung

### Vegetative Merkmale
Aloe whitcombei wächst stammbildend und ist reich von der Basis aus verzweigend. Die in der Regel hängenden Stämme erreichen eine Länge von bis zu etwa 30 Zentimetern. Die fünf bis acht deltoiden und an ihrer Spitze gerundeten Laubblätter bilden eine dichte Rosette. Die grüne Blattspreite ist 50 bis 80 Zentimeter lang und 15 Zentimeter breit. Auf ihr befinden sich viele gerundete weißliche Flecken. Die weiche, weißen Zähne am Blattrand sind 0,5 Millimeter lang und stehen 1 bis 2 Millimeter voneinander entfernt.

### Blütenstände und Blüten
Der schiefe aufsteigende und abwärts gebogene oder vollständig schief abwärts zeigende Blütenstand ist einfach oder weist einen Zweig auf. Er erreicht eine Länge von 35 bis 80 Zentimeter. Die dichten, konischen Trauben sind 30 bis 60 Zentimeter lang. Die deltoid-spitzen Brakteen weisen eine Länge von 4 Millimeter auf und sind 2,5 Millimeter breit. Die weißen, grün geaderten Blüten stehen an bis etwa 6 Millimeter langen Blütenstielen. Sie sind 14 Millimeter lang und an ihrer Basis gerundet. Auf Höhe des Fruchtknotens weisen die Blüten einen Durchmesser von 4 Millimeter auf. Darüber sind sie nicht erweitert. Ihre äußeren Perigonblätter sind auf einer Länge von 6 Millimetern nicht miteinander verwachsen. Die Staubblätter und der Griffel ragen 3 bis 5 Millimeter aus der Blüte heraus.

## Systematik und Verbreitung
Aloe whitcombei ist in Oman auf vertikalen Klippenflächen in Höhen von über 900 Metern verbreitet.
Die Erstbeschreibung durch John Jacob Lavranos wurde 1995 veröffentlicht.

## Nachweise